# Hyperthelia polychaeta
Hyperthelia polychaeta är en gräsart som beskrevs av Clayton. Hyperthelia polychaeta ingår i släktet Hyperthelia och familjen gräs. Inga underarter finns listade i Catalogue of Life.